# Davilanthus
Davilanthus, biljni rod iz porodice glavočika (Compositae) smješten u podtribus Helianthinae, dio tribusa Heliantheae.
Ovaj je rod opisan 2010. godine i sastoji se od 7 vrsta, sve endemi iz Meksika. Posljednja vrsta, Davilanthus veracruzanus, otkrivena je 2011..

## Vrste
1. Davilanthus davilae (Panero & Villaseñor) E.E.Schill. & Panero
2. Davilanthus hidalgoanus (E.E.Schill. & Panero) E.E.Schill. & Panero
3. Davilanthus huajuapanus (Panero & Villaseñor) E.E.Schill. & Panero
4. Davilanthus hypargyreus (B.L.Rob. & Greenm.) E.E.Schill. & Panero
5. Davilanthus purpusii (Brandegee) E.E.Schill. & Panero
6. Davilanthus sericeus (Klatt) E.E.Schill. & Panero
7. Davilanthus veracruzanus B.L.Turner

## Sinonimi
Nema.